# Asmate tschangkuensis
Asmate tschangkuensis är en fjärilsart som beskrevs av Eugen Wehrli 1940. Asmate tschangkuensis ingår i släktet Asmate och familjen mätare. Inga underarter finns listade i Catalogue of Life.